# Rainer Schubert-Soldern
Rainer Schubert-Soldern (* 6. Dezember 1900 in Dresden; † 7. November 1974 in Wien) war ein österreichischer Zoologe.
Er war der Sohn des Kunsthistorikers Fortunat von Schubert-Soldern (1867–1953). Er studierte Zoologie an der Universität Wien, wo er 1926 promoviert und 1950 habilitiert wurde. Von 1950 bis 1972 war er Vorstand des Instituts für Anatomie und Physiologie der Haustiere an der Hochschule für Bodenkultur in Wien. 